# N-乙基-1,2-二苯基乙胺
N-乙基-1,2-二苯基乙胺（英語：Ephenidine）是一种有机化合物，化学式为C16H19N。它可由苯乙醛、乙胺和氰基硼氢化钠在催化下反应制得。
它在瑞典和加拿大受到管制。